# Ґроново (Лідзбарський повіт)
Ґроново (пол. Gronowo, нім. Gronau) — село в Польщі, у гміні Любоміно Лідзбарського повіту Вармінсько-Мазурського воєводства.
Населення — 144 особи (2011).
У 1975-1998 роках село належало до Ольштинського воєводства.

## Демографія
Демографічна структура станом на 31 березня 2011 року:
|          | Загалом | Допрацездатний вік | Працездатний вік | Постпрацездатний вік |
| -------- | ------- | ------------------ | ---------------- | -------------------- |
| Чоловіки | 81      | 17                 | 58               | 6                    |
| Жінки    | 63      | 11                 | 29               | 23                   |
| Разом    | 144     | 28                 | 87               | 29                   |